# 許亞芬
許亞芬（1965年4月17日—），本名許語彤。台灣歌子戲演員、音樂編腔設計、導演，為「許亞芬歌子戲劇坊」的創立者。

## 生平
許亞芬出生歌仔戲世家，祖輩皆為歌仔戲演員，母親是廣播歌仔戲年代的天后「黑貓雲」，父親是歌仔戲團的首席樂師郭鴻輝，參與過外台歌仔戲、電視歌仔戲與內台演出。1991年，許亞芬加入河洛歌仔戲團，並在1992年參與「殺豬狀元」演出時，認識當時擔任導演的閻俊霖，之後二人結為夫妻。2003年許亞芬以「歌子戲藝術提昇與薪火相傳」為理念創立「許亞芬歌子戲劇坊」，推廣歌子戲藝術。
許亞芬在歌子戲界有多元的發展，包括編腔、導演、演員等，有多項作品入圍金曲獎 ，例如：2009年《慈悲三昧水懺》入圍第20屆金曲獎傳統暨藝術音樂類「最佳戲曲曲藝專輯獎」和「最佳傳統音樂詮釋獎」，2010 年《良臣遇灶神》獲得第 21 屆金曲獎傳統暨藝術音樂類出版獎「最佳戲曲曲藝專輯獎」，2016年《千古一帝-秦始皇》入圍傳藝金曲獎「最佳傳統表演藝術影音出版獎」:23。

## 唱腔
許亞芬的演唱方式包含：會在演唱中加入「半音」，原本是為了不讓音色硬掉又能放鬆地唱，結果變成一種許亞芬的特色，另外許亞芬也會在一些較高的音區上使用「小假嗓」，讓音色軟化。還有板式的變化（慢板、快板、搖板、散板），也給予許亞芬唱腔變化的空間，她可以在這些板式變化中帶入「拉腔」歌唱技巧:41。以及，在許亞芬歌子戲劇坊中，許亞芬唱的傳統曲調沒有訂實譜，使許亞芬每次唱都不太一樣，保留早期歌仔戲老藝人唱腔即興、與樂師活奏跟唱的特點:43。